# Мурафський район
Мура́фський райо́н (Старо-Мурафський) — колишній район Могилівської і Вінницької округ.

## Історія
Утворений 7 березня 1923 року з центром у Мурафі в складі Могилівської округи Подільської губернії.
1 липня 1930 року після розформування Могилівської округи приєднаний до Вінницької округи.
15 вересня 1930 року ліквідований з віднесенням території до складу Шаргородського району.